# Kōji Takano
Kōji Takano (japanisch 高野 光司 Takano Kōji; * 23. Dezember 1992 in Shinagawa) ist ein ehemaliger japanischer Fußballspieler.

## Karriere
Takano erlernte das Fußballspielen in der Jugendmannschaft von Tokyo Verdy. Seinen ersten Vertrag unterschrieb er 2011 bei Tokyo Verdy. Der Verein spielte in der zweithöchsten Liga des Landes, der J2 League. 2012 wurde er an den Ligakonkurrenten Giravanz Kitakyushu ausgeliehen. Für den Verein absolvierte er zwei Ligaspiele. 2013 wurde er an den Drittligisten FC Machida Zelvia ausgeliehen. 2014 wechselte er zum Ligakonkurrenten Azul Claro Numazu. 2015 wechselte er zum Ligakonkurrenten Kagoshima United FC. Am Ende der Saison 2015 stieg der Verein in die J3 League auf. Ende 2016 beendete er seine Karriere als Fußballspieler.